# Pelopides monticulosus
Pelopides monticulosus es una especie de coleóptero de la familia Passalidae.

## Distribución geográfica
Habita en Borneo.